# Tage Larsson (konstnär)
Tage Ludvig Larsson, född 27 mars 1899 i Malmö, död 4 juni 1966 i Kristianstad, var en svensk teckningslärare, målare och grafiker.
Han var son till handelsträdgårdsmästaren Oscar Ludvig Larsson och Augusta Mathilda Hansson. Larsson studerade vid Tekniska skolan i Stockholm och avlade en teckningslärarexamen 1921. Han medverkade i samlingsutställningar med Skånes konstförening från 1923. Hans konst består av landskap och blomstermotiv utförda i akvarell eller som linoleumsnitt. Larsson är begravd på Sankt Pauli mellersta kyrkogård i Malmö.  